# Nissan Fairlady Z
Nissan Fairlady Z (яп. 日産・フェアレディZ) — серия японских спортивных автомобилей, выпускаемых компанией Nissan. Первый Z-кар был продан в октябре 1969 года в Японии как Nissan Fairlady Z. Экспортные версии продавались как Datsun 240Z. С 2009 года компания Nissan выпускает новый автомобиль Nissan 370Z.
Ранние модели Fairlady Z строились на заводе в Хирацуке до 2000 года, поздние модели (350Z и 370Z) строились в Йокосуке (2002—2004) и Тотиги (с 2004 года). Автомобили выделяются своим внешним видом, надежностью, мощностью и доступностью. В Японии эти автомобили продавались как Fairlady Z, в других странах под названиями Nissan S30, Nissan S130, Nissan 300ZX, Nissan 350Z и Nissan 370Z.

## Предыстория
Nissan, будучи относительно небольшим автопроизводителем, вышел на международный рынок в 1960-х годах, а также в сотрудничестве с Yamaha спроектировал новый спортивный прототип автомобиля, обновив Nissan Fairlady. Nissan знал, что новый автомобиль позволит улучшить образ компании в сознании потребителей. Тем не менее, к 1964 году Nissan понял, что 2,0-литровый DOHC двигатель Yamaha не соответствовал ожиданиям и проект был закрыт. Yamaha позже закончила прототип и взяла этот дизайн для Toyota, в результате чего появился автомобиль Toyota 2000GT.
Ютака Катаяма, будучи президентом американского подразделения Nissan в это время, понимал важность доступного спортивного автомобиля на международном уровне. Nissan уже выпускала на протяжении многих десятилетий успешную серию родстеров Fairlady, конкурировавшие, в основном, с английскими и итальянскими родстерами. Таким образом, разработчики предвидели новую линейку автомобилей GT, которая была бы стильной, инновационной, быстрой и сравнительно недорогой за счет использования взаимозаменяемых деталей с других автомобилей Nissan. Nissan также имел инженерный опыт разработки от недавно приобретенной Prince Motor Company, которая занималась автомобилями Prince Skyline, в 1966 году сменивший название на Nissan Skyline.

## Первое поколение, Nissan 240Z (S30)

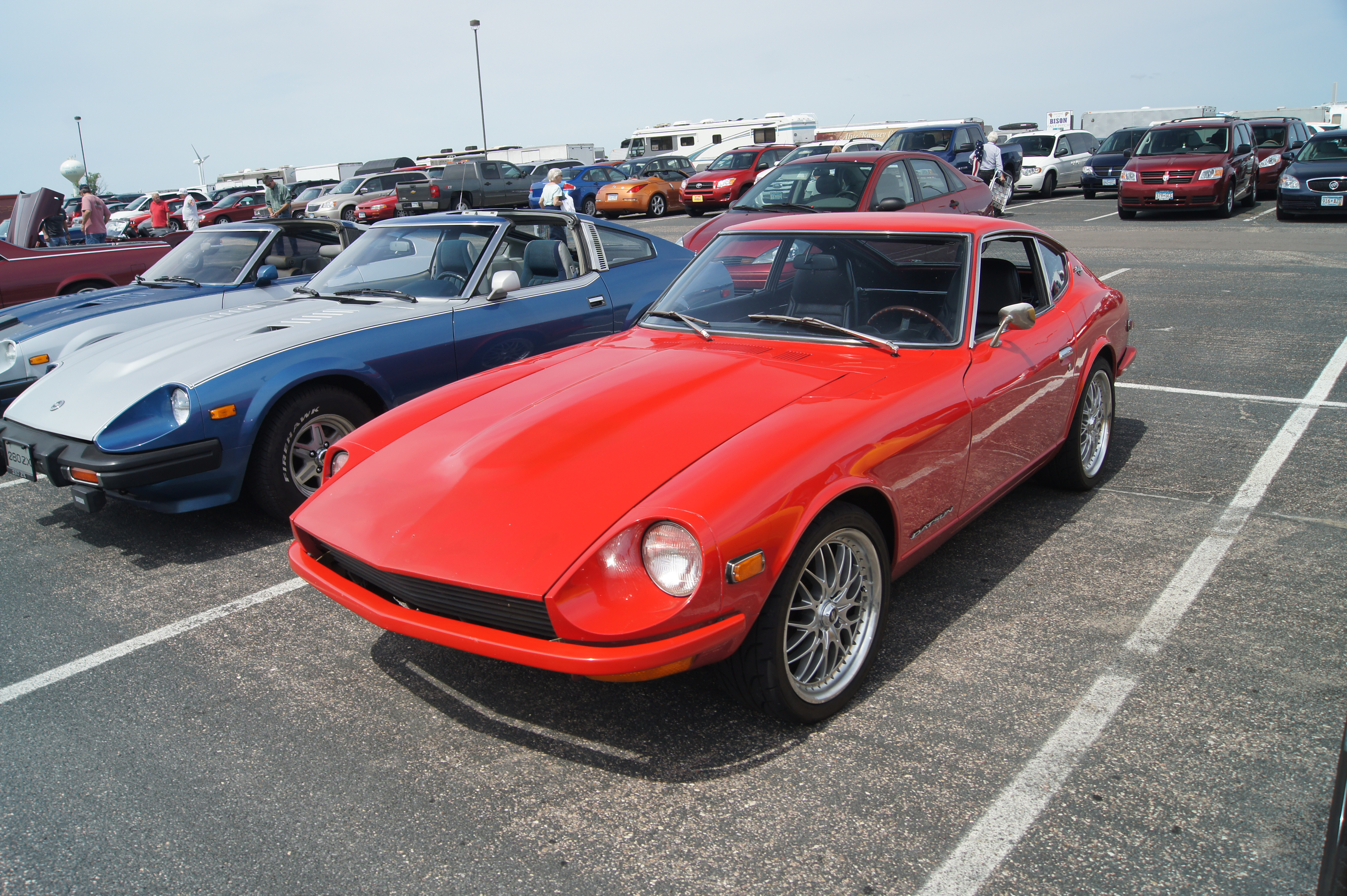
Datsun 240Z (S30)

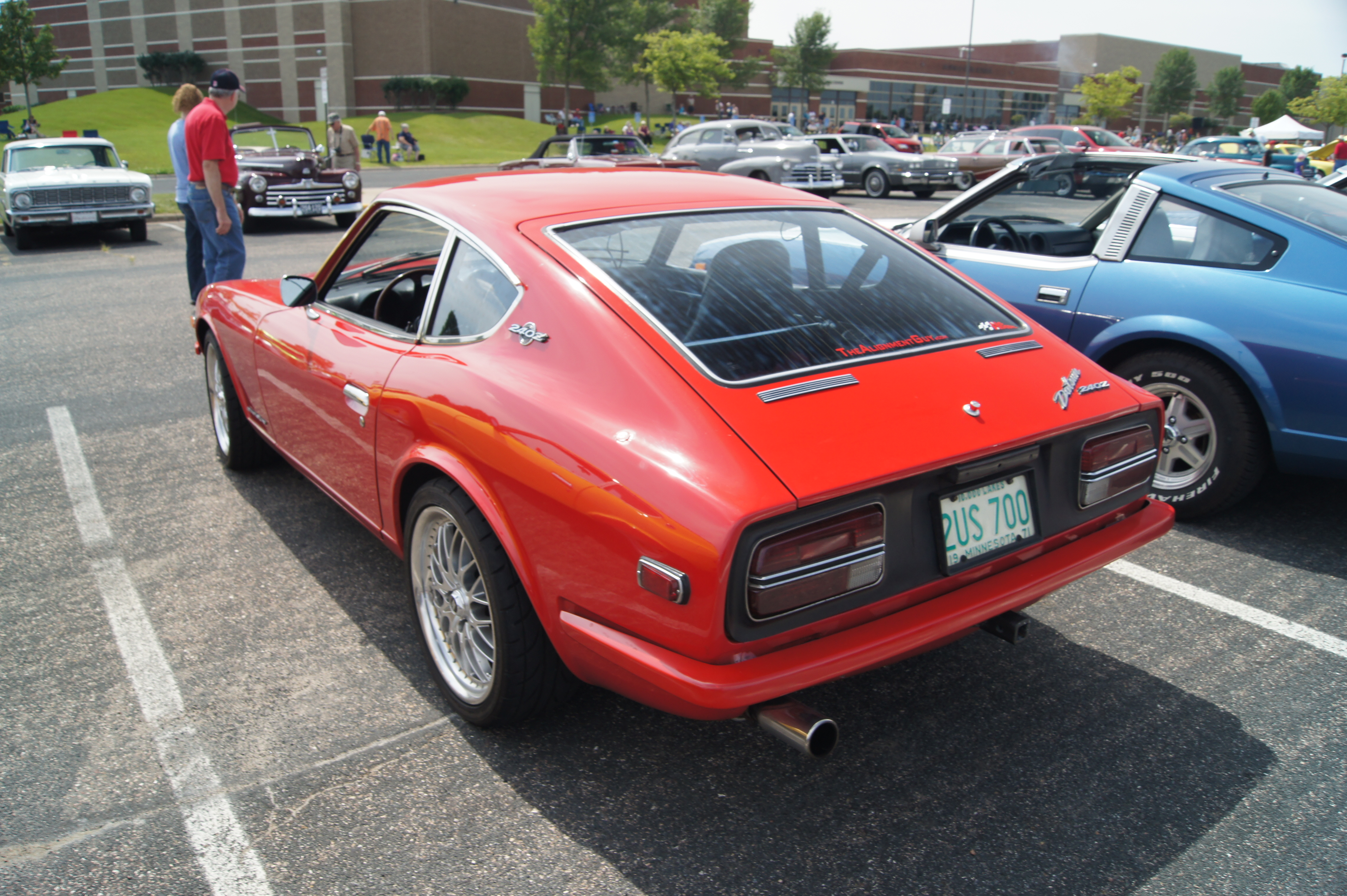
Datsun 240Z (S30), вид сзади

Продажи Nissan Fairlady Z стартовали в октябре 1969 года (1970 модельный год) 2 отдельными версиями: одна для японского рынка, вторая для рынка США. Японская Fairlady Z оснащалась 2,0-литровым SOHC рядным шестицилиндровым двигателем L20A мощностью 130 л.с. (96 кВт), американская 240Z оснащалась 2,4-литровым рядным шестицилиндровым двигателем L24 с двумя карбюраторами Hitachi мощностью 151 л.с. (113 кВт). Третья Z, Z432 (PS30), имела 2,0-литровый DOHC двигатель S20, общий с Nissan Skyline 2000 GT-R.
В Японии Z-car известен как Fairlady, что указывало на связь с предыдущим поколением родстера Datsun Sports. JDM версии имели шильдик "Fairlady Z" внизу крыла с шильдиком "432" выше (432 означало "4 клапана, 3 карбюратора и 2 распредвала"). Однако Ютака Катаяма заменил на американских версиях всех автомобилей Fairlady Z и 432 шильдики на «Datsun».
240Z была представлена в Америке 22 октября 1969 года. Сочетая хороший внешний вид и высокую мощность, было продано свыше 45 000 единиц 1971 модельного года и более 50 000 и 40 000 в 1972 и 1973 годах соответственно.
260Z была представлена в 1974 году. Имела увеличенный объём двигателя до 2,6 литров. Также была доступна модель 2+2 с увеличенной колесной базой. Несмотря на увеличение объема двигателя, мощность снизилась до 139 л.с. (104 кВт) в большинстве регионов США из-за новых распредвалов, карбюраторов и низкой компрессии, которые были внесены для соответствия новым нормам выбросов. В других экспортных регионах мощность была увеличена до 154 л.с. (113 кВт).
280Z была представлена в 1975 году в Северной Америке (не путать с 280ZX, вторым поколением Fairlady Z) с новым двигателем объёмом 2,8 л. Главным изменением стало введение впрыска топлива Bosch, заменившего карбюраторы SU. Это привело к увеличению мощности до 170 л.с. (127 кВт), которая компенсировала возросший вес из-за дополнительного оснащения и увеличения бамперов. Экспортные рынки за пределами Северной Америки продолжали получать Datsun 260Z до появления Datsun 280ZX в конце 1978 года.

## Второе поколение, Nissan 280ZX (S130)

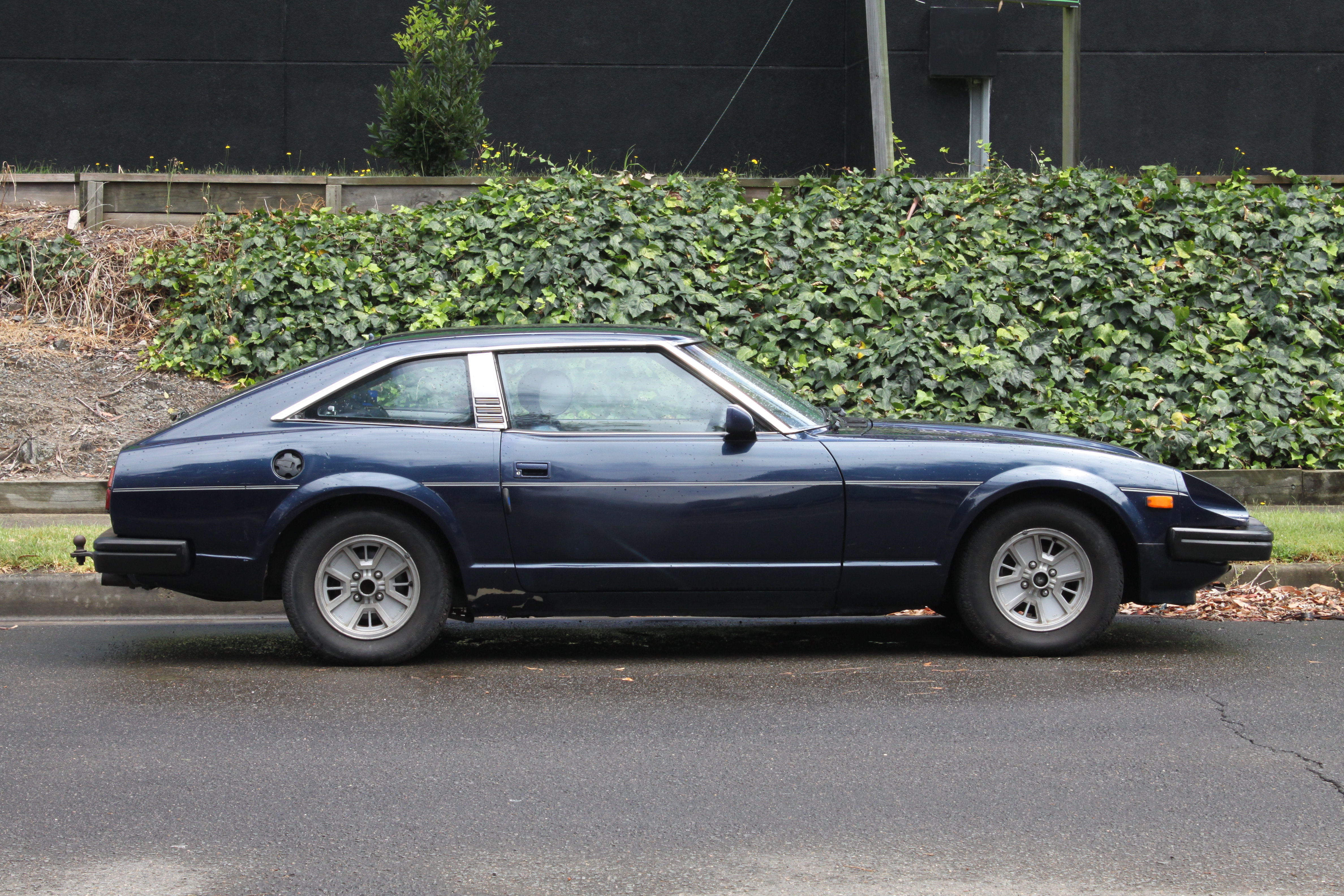
Nissan/Datsun 280ZX (S130)

Известный как Datsun/Nissan 280ZX на экспортных рынках, автомобиль продолжал именоваться «Fairlady» на внутреннем японском рынке, имел 2-литровые рядные шестицилиндровые двигатели, и впервые появился в 1978 году.
Единственное, что осталось неизменным по сравнению с предыдущими 280Z, была 5-ступенчатая механическая коробка передач и 2,8-литровый рядный шестицилиндровый двигатель L28, в то время как весь автомобиль в целом был сделан более роскошным, чтобы удовлетворять растущие запросы потребителей. Основные изменения нового поколения включают T-top, появившийся в 1980 году, и модель с турбонаддувом, появившаяся в 1981 году. В сочетании с 3-ступенчатой автоматической или 5-ступенчатой механической коробкой передач, модель с турбонаддувом способна развить мощность 180 л.с. (130 кВт) и 275 Нм крутящего момента.
Примечательной моделью была приуроченная к десятому юбилею версия, с золотыми эмблемами, золотыми колесными легкосплавными дисками, и в двух окрасках кузова красный и черный, с кожаными сиденьями, омывателями фар и автоматическим климат-контролем.
280ZX была дико популярна, зафиксированы рекордные продажи в 86 007 единиц только за первый год. В то время как, с одной стороны, были положительные отзывы касающиеся уровня комфорта и мощности, многие сетовали на отсутствие удовольствия от вождения. Проблема будет решена в третьем поколении, созданном с чистого листа.

## Третье поколение, Nissan 300ZX (Z31, первая модель)

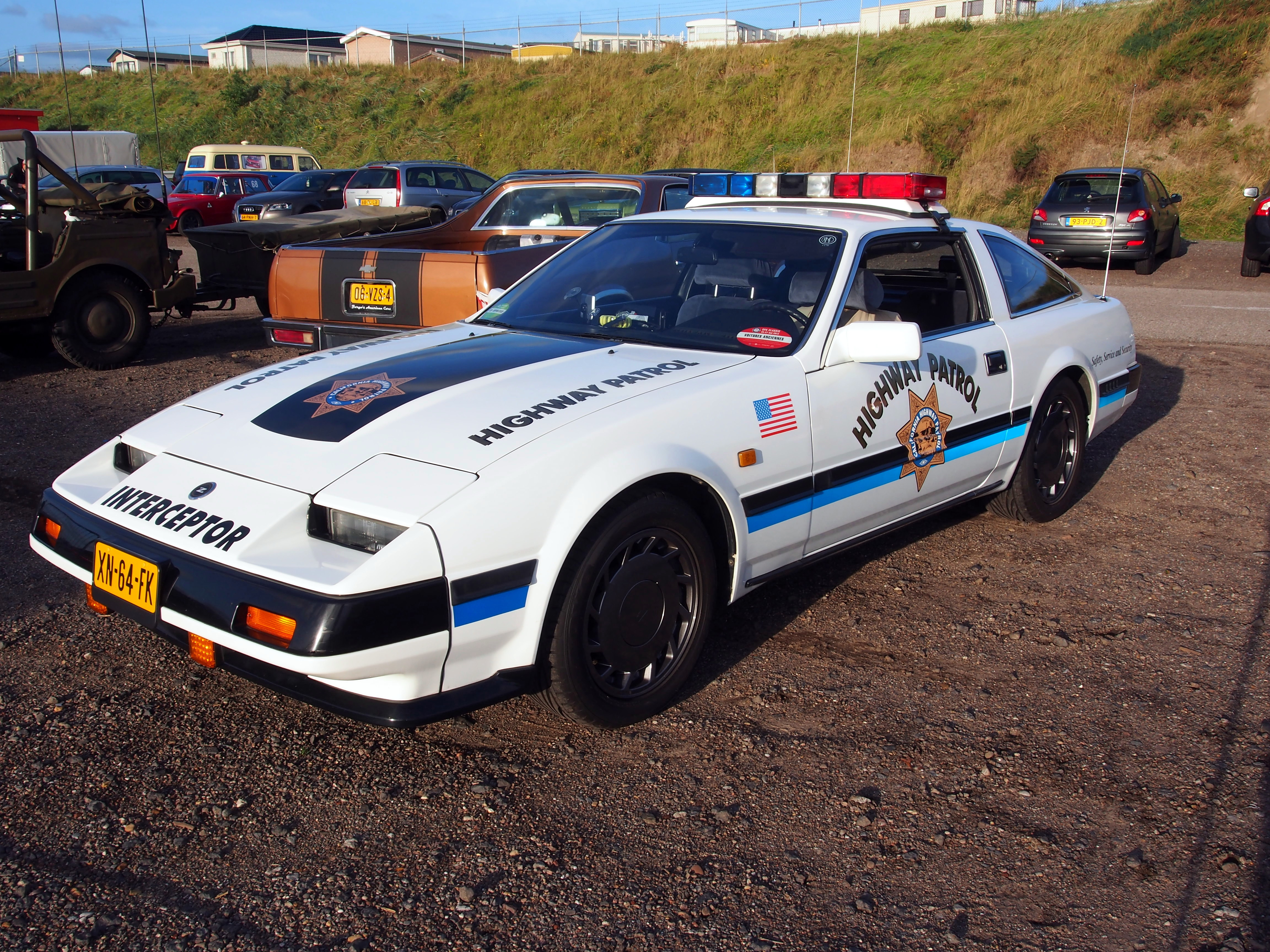
Nissan 300ZX (Z31)

Fairlady Z был полностью изменен в 1984 году, с новой серией V6 двигателей Nissan объёмом 3 литра, известной как серия VG. Такой же двигатель был использован на Electramotive (позже ставший NPTI) GTP ZX-Turbo, участвовавшие в гонках IMSA GTP в 1988 и 1989 годах. Они были доступны с двигателями VG30E (атмосферный) и VG30ET (турбированный) мощностью 160 и 200 л.с. (120 и 150 кВт) соответственно, хотя некоторые Z-кары с VG30ET, экспортируемые за пределы США выдавали 228 л.с. (170 кВт). Они были представлены с новым клиновидным дизайном и получили новое название 300ZX. Как и его предшественник, он оказался дико популярен и был вторым лучшим продаваемым Fairlady Z в истории. Было продано более 70 000 единиц во многом благодаря новому стилю, а также комфорту и мощности. Когда в Японии был выпущен 300ZX Turbo, он имел наибольшую мощность, доступную по японским стандартам производства автомобилей в то время. Подобно 280ZX, своему предшественнику, первая модель 300ZX был задумана энтузиастами больше как GT, нежели спортивный автомобиль. Это улучшило управляемость, ускорение и маневренность, по сравнению со всеми предыдущими моделями Fairlady Z.
Nissan вносил различные изменения и улучшения в модель Z31 за всё время его производство. В 1983 году Nissan 300ZX впервые стал доступен в Японии. В США он появился спустя год. Модель для американского рынка 1984 года продавалась Nissan под шильдиками Datsun и Nissan. Вместе с приходом нового флагманского спортивного купе, Nissan запустила агрессивную маркетинговую кампанию по смене фирменного наименования с Datsun на Nissan. Модели 1984 года технически могут считаться «Datsun 300ZX». Специальная серия, приуроченная к 50-летию компании была выпущена в 1984 году. Она была основана на стандартном 300ZX Turbo, но имела также уникальный кожаный черный салон, расширенные арки и 16-дюймовые колеса

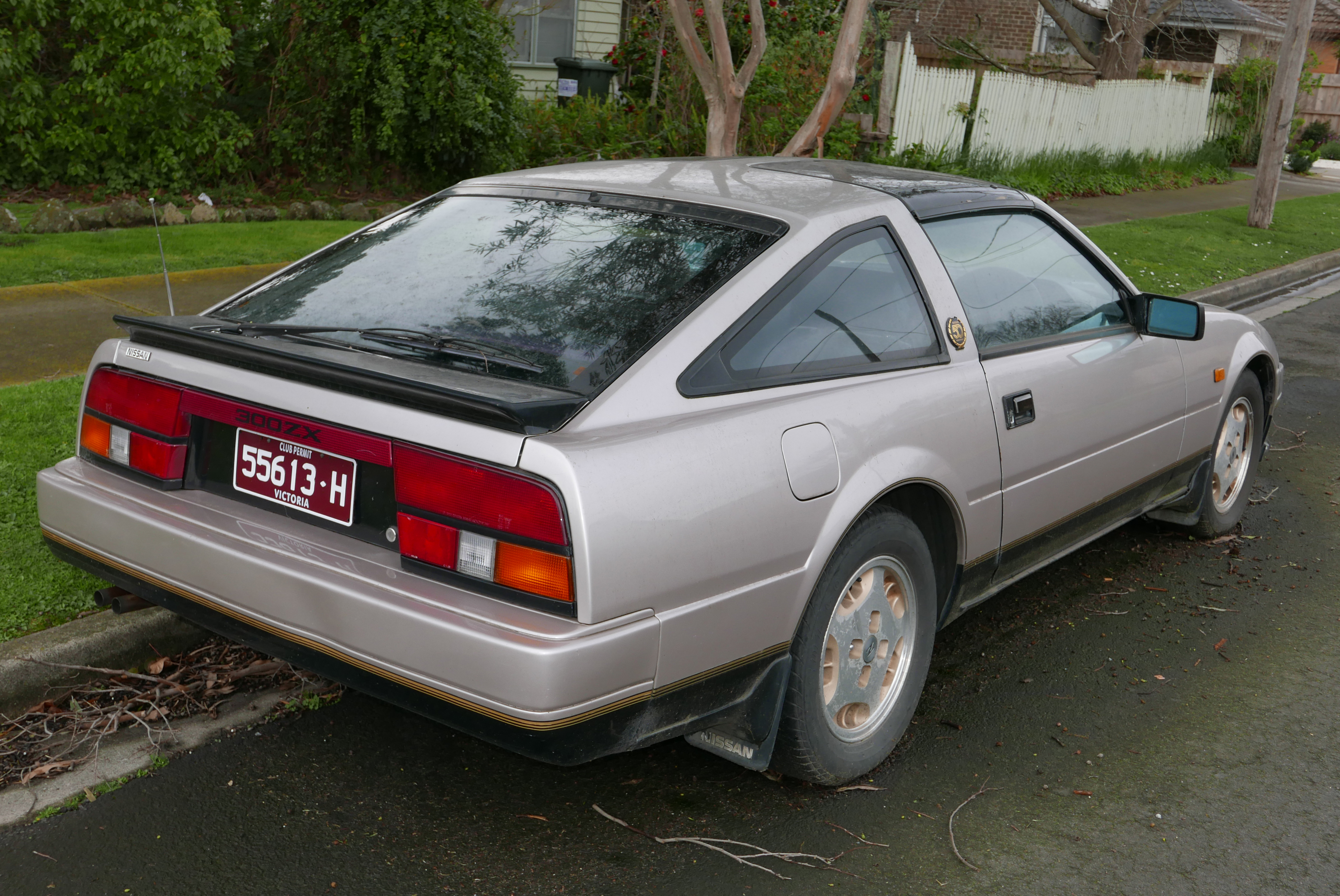
300ZX (Z31) из серии к 50-летию компании

Для того чтобы соответствовать изменениям, в 1987 году произошло небольшое обновление дизайна, включившее новые округлые передний и задний бамперы, новые фары и новые задние фонари. Черной полосой на модели Turbo теперь стала угольной, вместо черного глянца, а с 1987 года Turbo модели получили особые колеса. Все автомобили 1987 модельного года получили также модернизированную механическую коробку передач, более крупные и мощные тормоза, а турбированные автомобили, произведенных после апреля 1987 года, оснащались самоблокирующимся дифференциалом.
Для моделей 1988 года было еще несколько небольших изменений. Турбокомпрессор сменился с Garrett T3 turbo на T25 turbo, на двигателе увеличена степень сжатия от 7,8:1 до 8,3:1. В интерьере появились алюминиевые детали и хромированные дверные ручки. Ещё одна специальная серия, «Shiro Special» (SS) появилась в 1988 году. Он был доступен исключительно в жемчужно-белом цвете (shiro переводится с японского как белый). Комплектация SS состояла из аналоговых датчиков и климат-контроля, чёрный салон, более жёсткие стабилизаторы поперечной устойчивости, более жёсткие пружины, не регулируемая подвеска, специальные сидения (Recaro), дифференциал повышенного трения и специальная передняя нижняя губа спереди. Все автомобили 88SS идентичны.
Модели 1989 года идентичны моделям 1988 года, хотя уже и редели, потому что Nissan сворачивал производство, находясь на этапе разработки второй модели 300ZX.

## Четвёртое поколение, Nissan 300ZX (Z32, вторая модель)

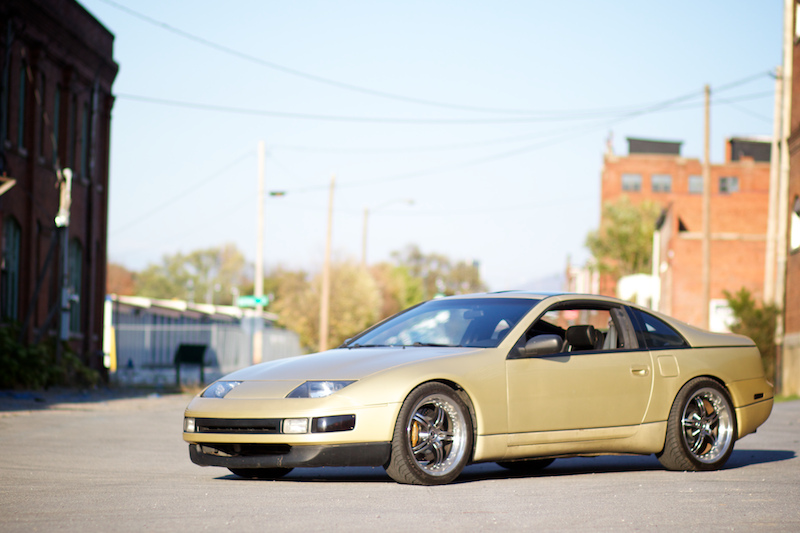
Nissan 300ZX (Z32)

Единственным, что осталось неизменным от предыдущего поколения 300ZX, был 3,0-литровый двигатель V6, но уже с двумя верхними распределительными валами (DOHC) и системой изменения фаз газораспределения (VVT), мощностью 222 л.с. (166 кВт) и крутящим моментом 268 Нм в атмосферном исполнении. Так же был и турбо-вариант, с двумя турбокомпрессорами Garrett и двойными интеркулерами. Их мощность составила 300 л.с. (224 кВт) с 384 Нм крутящего момента. Разгон до 100 км/ч занимал на разных тестах от 5 до 6 секунд, максимальная скорость составила 249 км/ч.
После появления, новая 300ZX стала хитом, став, по версии журнала Motor Trend «импортным автомобилем года» в 1990 году. Журнал Automobile добавил автомобиль в списки «Design of the Year» и «All Stars». Журнал Road & Track назвал 300ZX Turbo «одним из десятка лучших автомобилей в мире». Продажи американских Z-каров достигли одного миллиона для 1990 модельного года.
Nissan использовал суперкомпьютер Cray-II, чтобы полностью разработать новый 300ZX с программным обеспечением САПР. Поэтому, 300ZX является одним из первых серийных автомобилей, разработанных в системе САПР. Взамен он содержал целый ряд технологических достижений. На моделях с двумя турбинами, было доступно управление четырьмя колесами, называемое Super HICAS (High Capacity Actively Controlled Steering). Два турбокомпрессора, промежуточные охладители и необходимый пайпинг оставляют мало свободного пространства в моторном отсеке; впрочем, все подходит идеально.
300ZX был обречен на судьбу многих японских спортивных автомобилей того времени. В середине 1990-х годов тенденция к спортивным внедорожникам и рост соотношения иена / доллар влияли на продажи 300ZX, в Северной Америке в 1996 году продано более 80 000 единиц, на других рынках производство продолжалось до 2000 года. Наверное, самым страшным убийцей 300ZX стал его постоянный рост цен; в начале производства он стоил около $30 000, но в последний год цена возросла примерно до $50 000. Это заставило многих людей поставить под сомнение его ценность, и, несмотря на юбилейную серию в 300 единиц, отправленных в Америку, для Z-каров наступила пауза.
В Японии, тем не менее, 300ZX существовал в течение еще нескольких лет с новым передним бампером, задними фонарями, передними фарами, задним спойлером, а также некоторыми другими незначительными изменениями.

## Концепт Nissan 240Z (1999)

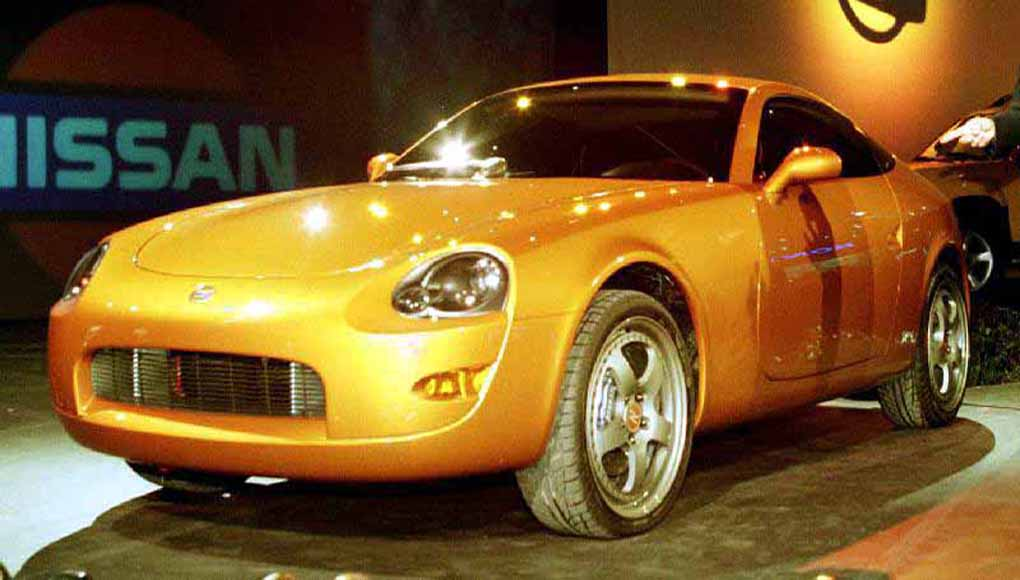
Nissan 240Z Concept

В Америке Z-кар отсутствовал между 1997 и 2002 годами, так как Nissan сориентировался больше на внедорожниках, а также некоторых финансовых неприятностях. Тем не менее, для поддержки Fairlady Z, Nissan запустил программу реставрации в 1998 году, для которой были приобретены оригинальные 240Z, профессионально восстановленные и повторно проданные через дилерские центры по цене около $24 000.
Следующим Nissan запустил концепт-кар в 1999 году, представив его на Североамериканском международном автосалоне, концепт 240Z. Явно возвращаясь к исходному, он был ярко-оранжевого цвета, двухместный с классическим стреловидным стилем. Кроме того, он имел 2,4-литровый рядный четырёхцилиндровый двигатель KA24DE от Nissan 240sx, мощностью 200 л.с. (150 кВт) и крутящим моментом 244 Нм. Дизайнеры использовали оригинальный 240Z, вдохновляясь и перенося концепцию, на разработку было потрачено всего 12 недель.

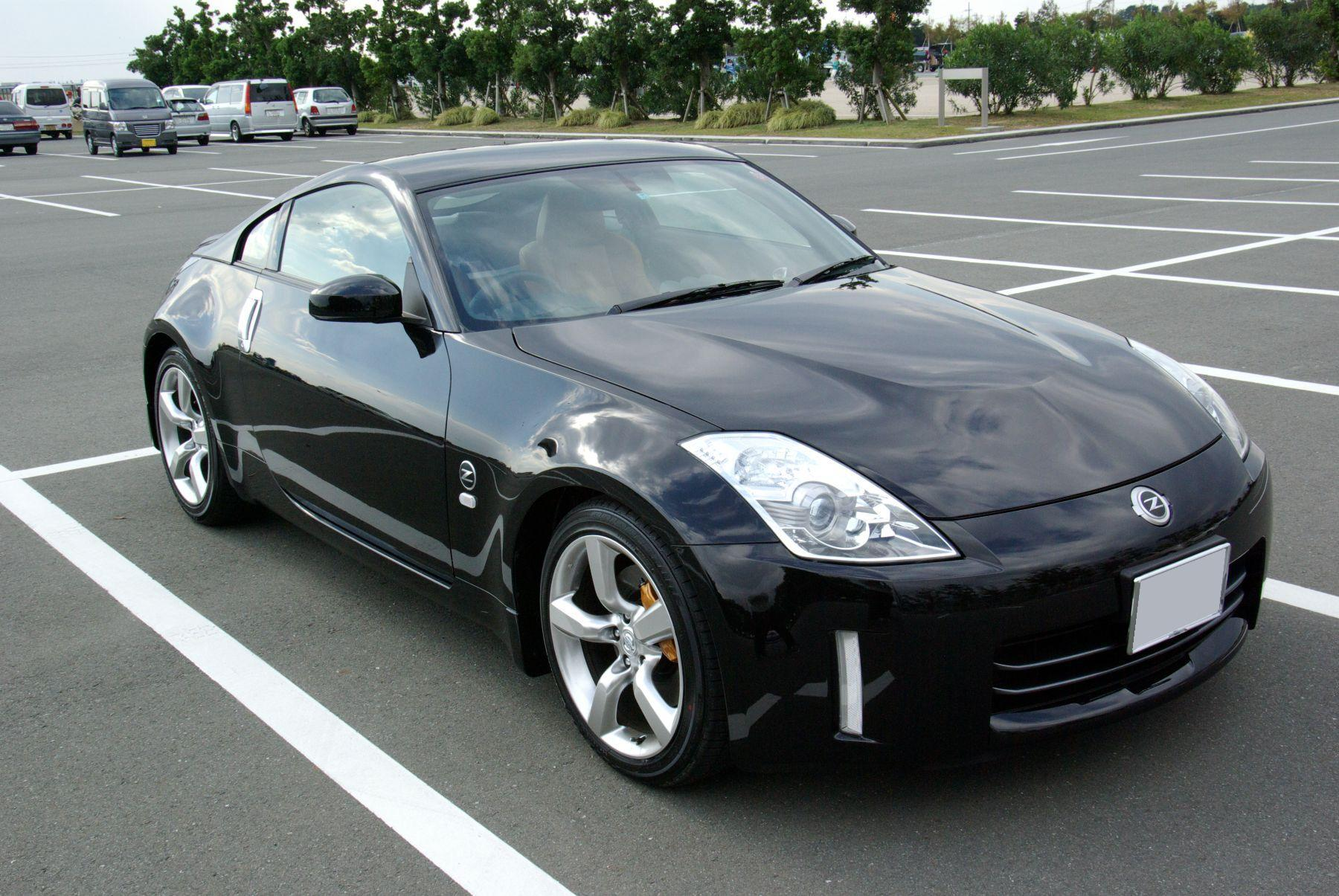
Nissan 350Z (Z33)

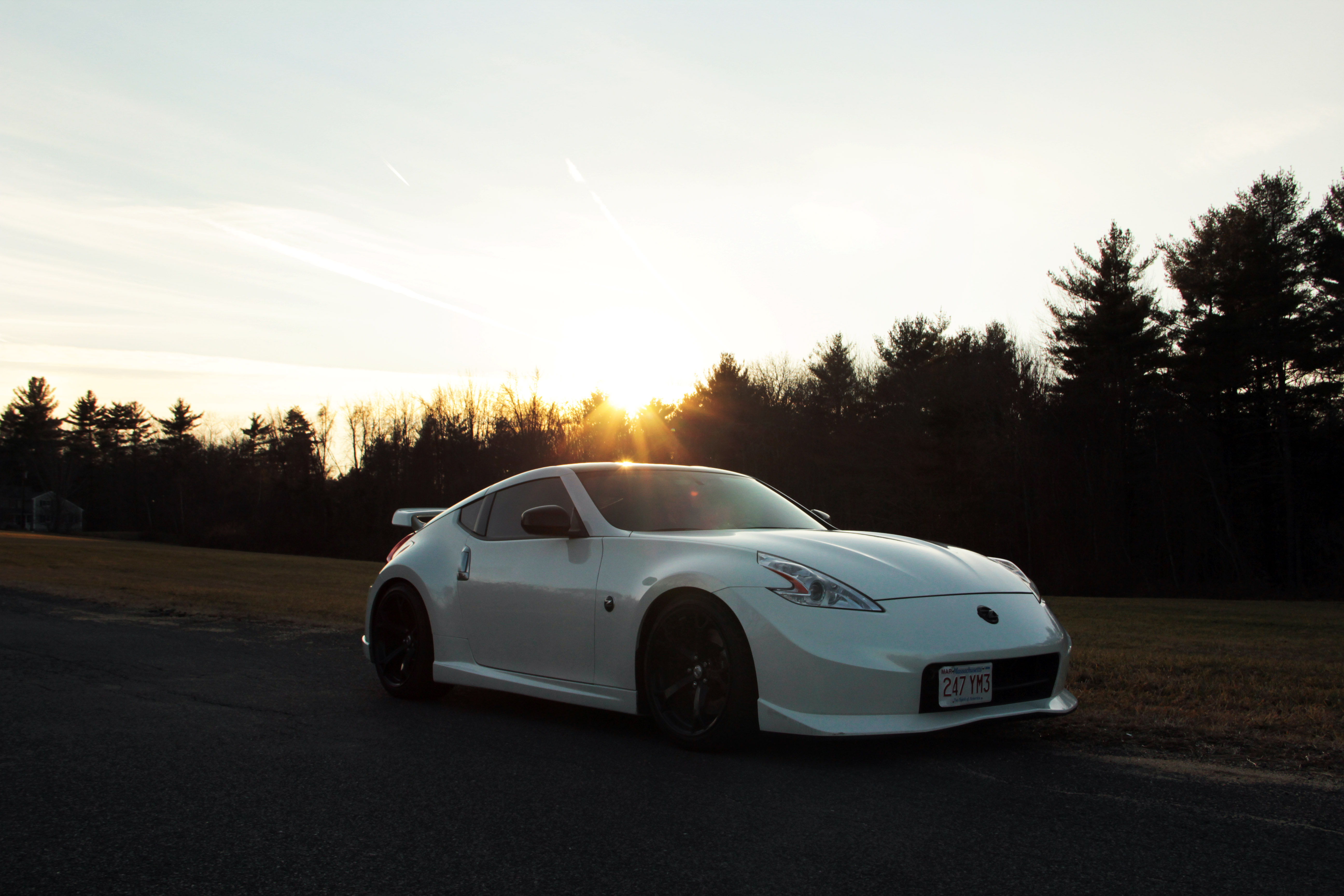
Nissan 370Z (Z34)

Рабочий концепт оснащался четырёхцилиндровым двигателем по сравнению с уже традиционным для этих автомобилей шестицилиндровым.

## Пятое поколение, Nissan 350Z (Z33)
В 1999 году французская компания Renault купила 44,4 % компании Nissan и Карлос Гон стал главным операционным директором. И только в 2001 году, когда Карлос Гон стал генеральным директором, он сказал журналистам: «Мы будем строить Z. И мы сделаем его прибыльным».
8 января 2001 года, Nissan представил Z Concept. Подобно предыдущему концепту Z, он дебютировал на Североамериканском международном автосалоне и был окрашен в ярко-оранжевый цвет. Приземистый, с длинным капотом, он является результатом конкуренции между японскими, европейскими и американскими дизайнерами Nissan, когда был выбран в марте 2000 года дизайн студии в Ла-Холья, Калифорния.
Летом 2002 года, были выпущены первые 350Z с немного улучшенной версией 3,5-литрового DOHC двигатель VQ35DE конфигурации V6.

## Шестое поколение, Nissan 370Z (Z34)
30 декабря 2008 года появился 370Z как модель 2009 года. В июне 2009 года дебютировало второе поколение Nismo 370Z. За этим, в конце лета 2009 года, последовало появление родстера 370Z.
Автомобиль удалось облегчить на 102 кг по сравнению с предыдущей моделью Z. Но 60 кг из них занимают новые системы безопасности и обустройство салона. 370Z (Z34) имел 3,7-литровый двигатель V6, VQ37VHR. Мощность двигателя 333—355 л.с. (245—261 кВт), с максимальным крутящим моментом 363—373 Нм, различалась в зависимости от рынка и модели. 370Z имел официальный разгон до 100 км/ч за время 5,1 секунд. Однако, автомобиль также тестировался журналом Motor Trend, и показал время 4,7 секунды. Время на квотере составляет 13,1-13,6 секунд, что делает автомобиль 370Z самым быстрым серийным в серии Fairlady Z. 370Z доступен либо с шестиступенчатой механической коробкой передач или семиступенчатой автоматической с под-рулевыми переключателями. Шестиступенчатая механическая коробка является первой серийной коробкой передач с функцией SynchroRev Match.

Родстер был снят с производства после 2019 модельного года, а в 2020 году завершилось производство купе Nissan 370Z.

## Седьмое поколение, Nissan Z
В августе 2021 года было официально представлено седьмое поколение — двухдверное купе Nissan Z. Модель имеет переднюю среднемоторную компоновку и привод на задние колёса. Nissan Z будет оснащаться трехлитровым двигателем VR30DDTT конфигурации V6 с двойным турбонаддувом, развивающим 405 лошадиных сил (475 Нм крутящего момента). Начало производства автомобиля назначено на весну 2022 года.